# Wエンジン
Wエンジン（ダブルエンジン）は、ワタナベエンターテインメント所属のお笑いコンビ。2000年結成。2008年2月10日、宴人から改名した。
モテない男が女に惚れてしまうコントを定番とし、「惚れてまうやろー!」「気をつけなはれや!」が決め台詞。

## メンバー
チャンカワイ（1980年6月15日（45歳） - ）
ボケ担当。
- 本名、川合 正悟（かわい しょうご）。奈良県生駒市出身。10歳の時に三重県名張市に引っ越し、三重県立名張西高等学校卒業。三重県名張市観光大使、みえの国観光大使としても活動中。
- 小中高と同じ学校に通った同級生とコンビを組み、吉本興業主催のイベントに漫才で出場して優勝したことがある。
- 趣味はカラオケ、食べ歩き、料理。特技は剣道（3段、学生時代三重県ベスト8）、J-POPを語ること、  ボウリング(ハイスコア213、アベレージ160、マイボール所持)、洗濯物干し、エアーでトマトを美味しそうに食べる。
- 救命技能認定証、ベビーマッサージインストラクター、ベビーヨガインストラクター、おもちゃインストラクター資格、子どもの救命救急法の国際資格「EFR-CFC」、みえ検定2級の資格を所持している。
- 剣道を12年続けていた。左利きで、剣道の際も左利きだった。高校3年時に同級生と出場した吉本興業のイベント「アンダーグランド花月」にて漫才を演じ優勝、卒業後は吉本の舞台へ立つ。20歳時、現在の相方であるえとうと共に上京。『進ぬ!電波少年』（日本テレビ）の企画「電波少年的インターポール」→「電波少年的アンコールワットへの道の舗装」へ、ピュアぞー（髭男爵、現・山田ルイ53世）、添野豪（元アルカリ三世）と共に出演した。
- 汗をかきやすい体質で、「汗かき芸人」と自称している。
- 出べそである。
- 上戸彩のファン。ライブDVD『Happy Magic〜スマイル・マイルス・マイルッス〜』の発売記念イベントの時には上戸と共演。学生時代に1990年代の女性アーティストの曲を聴いて女心を勉強し、アーティストを尊敬の念を込めて「先生」と呼んでいる。『HEY!HEY!HEY! MUSIC CHAMP』（フジテレビ）に出演時、憧れの広瀬香美が「愛があれば大丈夫」を目の前で歌唱して感激のあまり泣いてしまった。
- レンタカーでドライブするのが趣味らしい。
- 2010年5月、馬場園梓（元アジアン）との交際が発覚。2013年8月には破局が報じられる。
- 2013年8月13日、故郷・名張市の観光大使に就任（任期は3年間）。
- 2015年1月31日に4歳年上の一般女性と結婚し、2016年10月2日に第一子となる女児が誕生した。2018年11月19日、第二子となる次女が誕生。

えとう窓口（えとう まどぐち、1973年4月23日（52歳） - ）
ツッコミ担当。
- 本名、江藤 嘉洋（えとう よしひろ）。大分県大分市（旧・北海部郡佐賀関町）出身、大分県立大分舞鶴高等学校・拓殖大学政経学部政治学科卒業。身長170 cm。家族は母と3歳年上の姉と16歳年下の弟。
- 高校時代はサッカー部に所属、大学時代は学生自治会副会長を務めていた。卒業後にNSC大阪校へ18期生として入学。芸名は役所の窓口にいるおじさんのように生真面目なことから、事務所の先輩である名倉潤（ネプチューン）の命名に由来。NSC時代は「ポップカルチャー」というコンビを組み、同期はファミリーレストランなど。千葉県富津市観光大使としても活動中。
- 趣味は地図を見ること（世界の全首都暗記）、ボウリング（ハイスコア230、アベレージ160、マイボール・シューズ所持）。
- 高等学校教員免許（公民）、温泉ソムリエ、大分市とり天応援団長、「別府八湯温泉道表泉家八十八湯」名人、おんせん県おおいたおもてなしサポーター、小型車両系建設機械（整地等3t未満）運転特別教育修了証（＝フォークリフトの運転資格）、アーク溶接特別教育修了証といった資格及び免許を所持している。
- 事務所の先輩であるレッド吉田（TIM）に顔も声も似てると言われている（本人も自覚している節がある）。
- Berryz工房のファン。
- 歌が下手だった時期があり、『めちゃ×2イケてるッ!』（フジテレビ）の企画「お笑い芸人歌がへたな王座決定戦」（2009年5月23日）への出演歴もある。しかしボイストレーニングの猛特訓を重ねた結果かなり改善され、『第19回お笑い芸人歌がうまい王座決定戦』（フジテレビ）においてコンビで優勝を果たした。その後も歌唱力は上達しているようで、2011年8月23日の『お笑い芸人歌がうまい王座決定戦』では準々決勝まで進出。ウルフルズの「バンザイ 〜好きでよかった〜」をソロで歌いあげるもJOYに惜敗した。
- 2011年からは出身地である大分県で隔週レギュラーの番組を始め、翌2012年4月からは『前川清の笑顔まんてんタビ好キ』（九州朝日放送）で前川清と共演している。2014年に温泉ソムリエの認定を受ける。
- 2016年11月11日、愛知県在住の9歳年下の会社員と結婚。えとうは250万円で古い家を購入し、同年9月放送の『大改造!!劇的ビフォーアフター』（ABCテレビ）にて母と同居するため150万円の低予算リフォームを行なった。関係者によると、この回に登場した匠（愛知県在住の建築家）の紹介で同年5月に出会ったくみこさんと約5カ月による遠距離交際の末に結婚し、二重の親孝行となった。当時故郷でえとうの実弟と2人で暮らしていた母親は、「まずは新婚生活を楽しんで」と気遣っている。2019年時点では妻子と共に千葉県富津市の家に暮らし、将来的に母親を呼び寄せる想定をしていた。
- 2018年4月24日、愛知県内の病院にて第1子となる長男が誕生。2019年8月10日、第2子となる次男が誕生。
- 2021年、九州地方での仕事が増えつつあることや遠距離移動時間を無くし家族との時間を作りたいこと、母親が引き続き大分で生活したいとの意向により地元へのUターンを決意。2022年2月20日放送の『大改造!!劇的ビフォーアフター』に実家・富津市の旧自宅に次ぐ三度目の依頼を行い、20年空き家だった借家を将来買い取る前提でリフォームの許可を得て妻子と母親を呼び寄せ移住した。だが、相方・カワイにはUターンが済んでの事後報告だったことが2023年放送の『サンドウィッチマンの今日、けじめまSHOW』で語られた。

## エピソード
- かつてのコンビ名である「宴人」に「W」をつけたきっかけは、旧コンビ名の字画を見た事務所の先輩である青木さやかから「4画足した方がいい」とアドバイスを受けたこと。改名後間もなく、これまで落ち続けていた『爆笑レッドカーペット』（フジテレビ）のオーディションに合格するなどテレビの仕事が増えるようになったため、2人は青木に感謝している[17]。「Wけんじ」一門や大阪の「Wヤング」とは一切無関係。
- コンビを組んだきっかけとして、えとうが組んでいたポップカルチャー時代の相方が横山やすしのような人格だったため、性格が合わないと不安になっていたところにカワイと出会い、彼の人柄がまるで仏様のように見えて一目惚れしたことによる[17]。カワイは最初、年が離れすぎているのを理由にこの誘いを断ったもののえとうがしつこく誘ってきたのに加え、当時の相方がお笑いへの興味を失いつつあったこともあり最終的にえとうと組むのを決めたという[30]。
- 『銭形金太郎』『ナニコレ珍百景』（いずれもテレビ朝日）など、ネプチューンが司会を務める番組で前説も務めていた[31][32]。
- 2013年10月25日放送の『笑神様は突然に…』（日本テレビ）での「チーム傷心ツアー」の初回で、カワイが交際していた馬場園にフラれた傷心を癒すため参加した旨を語り、悪い気を祓い運気を上げるため他メンバーの陣内智則・井戸田潤（スピードワゴン）・島田秀平（号泣）と共に寺へ泊まり込み滝行などの修行に臨んだ[33]。その御利益か、のちに翌年1月18日放送の『スクール革命!』（日本テレビ）の婚活バスツアーで知り合った一般女性との交際が始まり、12月5日放送分でその旨をメンバーに報告している（余談だがこの回では井戸田が元妻の再婚報道があった日に、顔にできたというでき物を治療するためと称して再度の滝行を行なっており、この回の『最も笑神様が降りていたシーン』に選ばれている）[34]。更にその後、2015年2月13日放送分において1月31日にその女性との入籍が報告され、メンバーによる新居訪問と子宝祈願のロケを行う様子が放送されている[35]。
- 「惚れてまうやろー!」という台詞は、元々「好きになってしまう」という台詞だったがネタを見た先輩のゴリけんが、「惚れてしまう」くらいズバッと言った方がいいとアドバイスしたことから生まれた[36]。
- カワイの「惚れてまうやろー!」がブレイクして以降、カワイのみでのメディア露出が増えたことでコンビとの間に溝ができてしまい、じゃない方芸人として扱われざるを得なくなったえとうが相方にも無断で大分にUターンしたことを知ったカワイは「めちゃくちゃ寂しかった」という[3]。大分への移住をカワイへ相談しなかった理由としてえとう曰く「薄い関係、脆い関係になった状態で『カワイくん聞いてよ』っていう昔の言い方はできなかった」[3]。しかし2022年にコンビで営業の仕事があり、コンビ間で距離を置いたことでえとう曰く「距離感が昔に戻ろうとしている」らしく結成25年を迎えての記念ライブ開催を宣言し、のちに約10年ぶりにコンビの宣材写真を撮り直した[3][29]。

## 出演
- M-1グランプリ2008、2009にて2年連続の準決勝進出。
- R-1ぐらんぷり2008、2009にて2年連続の準決勝進出。（チャンカワイ）
- R-1ぐらんぷり2009、2010にて2年連続の2回戦敗退。（えとう窓口）
- キングオブコント2008、2009にて2年連続の準決勝進出。

### コンビでの出演

#### テレビ番組
- 登龍門F・お笑い登龍門（2005年4月18日・フジテレビ）
- 爆笑オンエアバトル（NHK総合）戦績4勝5敗 最高445KB 
  - 「宴人」時代に4回、それ以降は「Wエンジン」として出演。初オンエアは改名後。
- ひらめ筋GOLD（日本テレビ）スーパードッジボール「Dリーグ」の企画で、えとうのみ「ワタナベアウトオブオーダーズ」のメンバーとして出演
- 笑いの金メダル（2007年1月28日 - 3月11日・ABCテレビ） - 笑金スター誕生!コーナーで5週勝ち抜き
- 新春ゴールデンピンクカーペット（2008年1月1日・フジテレビ） - 「宴人」時代に出演。キャッチコピーは「さあ、宴の始まりだ!」
- オンバト+（NHK総合） - 戦績0勝1敗 最高377KB
- 爆笑レッドカーペット（フジテレビ）
  - キャッチコピーは「ハイオク満タン」→「Don't stop loving」。2008年6月4日・8月6日の放送でレッドカーペット賞受賞。コラボカーペットで安倍麻美、フォーリンラブ(カワイのみ)、姫ちゃん& バービー（フォーリンラブ）と共演。
- お笑いDynamite!（TBSテレビ）キャッチコピーは「惚れすぎ注意!」
- お笑いメリーゴーランド（TBSテレビ）
- ザ・イロモネア（TBSテレビ） - 『ゴールドラッシュ』に出演、イロモネア出場権獲得。
- エンタの神様（日本テレビ） - キャッチコピーは「見栄っぱりのポンコツ車」
- ジャガイモン（テレ朝チャンネル）
- 大笑点（日本テレビ）
- 笑撃60!（TBSテレビ）
- もしも（2007年12月25日・フジテレビ）
- サキよみ ジャンBANG!（テレビ東京）銀魂特集時に出演。
- 爆笑問題のドッキリ パニックフェイス王（TBSテレビ）
- ぐるぐるナインティナイン（日本テレビ） - 「おもしろ荘」のコーナー
- おもいッきりDON!1025（2009年4月2日 - 10月1日・日本テレビ） - 木曜レギュラー
- おもいッきりPON!（2009年10月7日 - 2010年3月24日・日本テレビ） - 水曜レギュラー
- PON!（2010年3月31日 - 2013年3月27日・日本テレビ） - 水曜レギュラー
- 爆笑一番（2009年10月9日 - 16日・秋田テレビ）
- お願い!ランキング（2009年11月30日・テレビ朝日）
- ダウンタウンのガキの使いやあらへんで!!（2010年1月1日・日本テレビ）
- WILLER TRAVEL Presents Music on Highway（WILLER TRAVEL提供の高速ツアーバス専用オリジナル音楽番組のパーソナリティー、2010年2月1日 - ）
- ウンナンのラフな感じで。（2010年5月13日・TBSテレビ）
- お笑い芸人歌がうまい王座決定戦スペシャル（2010年8月17日・フジテレビ）第19回優勝
- 大改造!!劇的ビフォーアフター（2010年9月12日、2011年1月23日、1月30日、4月3日、2014年5月4日、ABCテレビ） - パネリストではなく依頼人としてチャンとえとう（2011年分はえとうのみ）それぞれの実家をリフォーム。2014年5月分はえとうの幼馴染みの家のリフォームを手伝った。
- お笑い芸人どっきり王座決定戦スペシャル（2010年10月8日・フジテレビ）
- JAPANロッケフェスティバル（2010年10月18日・フジテレビ）
- 新世紀ネタキング決定戦（2010年11月25日・TOKYO MX）
- 幸せの黄色い仔犬（2011年5月21日・中京テレビ）
- ハケンOLは見た!（2011年8月29日・テレビ東京）
- 内村さまぁ〜ず #210（2015年5月11日・内さま.com）
- 乃木坂46時間TV（「ケータリング争奪! 3軍対抗バトル」のMCとして、2016年6月10日・12日）
- なりゆき街道旅（2022年5月1日・15日、フジテレビ） - チャンのみ

#### テレビドラマ
- 東京女子流 神様からの宿題♪（2015年3月28日・BSジャパン） - 天使 役
- クラスメイトの女子、全員好きでした（2024年7月11日 - 9月12日、読売テレビ・日本テレビ系） - 岡部英二 役（チャン）[37]

#### CM
- 衛星放送協会

不正コピー防止を呼びかけるCMに出演している（2010年6月時点）。チャンカワイの自宅で撮影された。

#### ラジオ
- Wエンジンのエンジン全開!!（2009年10月2日 - 2010年3月26日・毎週金曜24:00 - 24:30・ラジオ関西） - ※ストリーミング 毎週月曜15時更新

### チャンカワイのみ出演

#### 現在のレギュラー番組
- 所さんお届けモノです!（毎日放送）（不定期レギュラー）
- 巷のウワサ大検証!それって実際どうなの会（TBS）不定期出演
- 静岡発そこ知り（静岡放送、2020年4月15日 - ） - 準レギュラー
- ラヴィット!（TBS、2021年7月6日 - ） - 不定期出演
- スイッチ!（東海テレビ）（水曜レギュラー）
- ランスマ倶楽部（NHK BS1、2022年4月24日 -） - ランナー（準レギュラー）
- 新・ええじゃないか ～いい旅 いい発見～ （2023年4月3日 - 、三重テレビ）- MC[38]
- 天才てれびくん（NHK Eテレ、2023年度 - ）

#### テレビ番組
- 人志松本の○○な話（フジテレビ、2009年12月1日・8日）
- ジャック10（日本テレビ、2010年5月19日）
- フットンダ（中京テレビ）
- MUSIC LAUNCHER（千葉テレビ放送、2012年4月4日 - 2016年3月30日）番組MC
- 大!天才てれびくん（NHK Eテレ、2012年度 - 2013年度）木曜生放送コーナーレギュラー
- TV・局中法度!（テレビ神奈川・千葉テレビ放送・テレビ埼玉・サンテレビジョン） - （いずれも川合正悟名義で不定期出演）山内一豊 役・「戦国の拳」メガネ 役
- ふたり道〜㊙テクニックが学べる不思議な教習所〜（BS日テレ、2013年4 - 9月） - 自動車教習所生徒 役
- ドラGO!（テレビ東京、2015年8月9日）
- 芸能界特技王決定戦 TEPPEN（フジテレビ）
- くりぃむクイズ ミラクル9（テレビ朝日）不定期出演
- 世界の果てまでイッテQ!（日本テレビ）不定期出演
- 天才てれびくんYOU（NHK Eテレ、2017年度 - 2019年度）リポーター役
- よくばりアリス（広島テレビ、2017年1月27日・2月10日・2月17日・12月22日・2018年1月12日・2月2日・2月9日・3月9日） 不定期出演　コーナー「よくばりベストナイン」レギュラー
- マツコ&有吉 かりそめ天国（テレビ朝日）かりそめオールスターズとして不定期出演
- ええじゃないか。ふれあいたっぷり旅（三重テレビ放送）
- 千鳥もビックリ!!イマドキ遍路はじめませんか?（2019年6月9日、RSKテレビ）お遍路リポーター
- カンムリ「カニの女王を捕って喰う」（中国放送、2019年12月6日・13日）チャンバビ蟹賊団 船長
- 天才てれびくんhello,（NHK Eテレ、2020年度 - 2022年度）エンジ
- ギリギリライブ イマドキ女子のリアル生態調査（2021年8月31日、9月6日、北海道文化放送） - マンスリーMC
- ミリオンバイヤー（朝日放送テレビ、2021年9月5日・12日・12月29日） - 芸人バイヤー
- それって!?実際どうなの課（中京テレビ）不定期出演

#### テレビドラマ
- 卒うた 第3夜（フジテレビ、2010年3月3日）
- 専業主婦探偵〜私はシャドウ（TBSテレビ、2011年10月28日）
- 好好!キョンシーガール〜東京電視台戦記〜 第5話（テレビ東京、2012年11月9日）
- Missデビル 人事の悪魔・椿眞子 第2話（日本テレビ、2018年4月21日） - 児島昭利 役
- 連続テレビ小説 半分、青い。 第64回（NHK、2018年6月14日） - 秋風担当の昔の編集者（回想） 役[39]
- きのう何食べた?（テレビ東京、2019年4月6日 - 6月29日） - 上町修 役
  - きのう何食べた?正月スペシャル2020（テレビ東京、2020年1月1日） - 上町修 役
  - きのう何食べた? season2（テレビ東京、2023年10月7日 - 12月23日） - 上町修 役[40]
- 最高のオバハン 中島ハルコ（東海テレビ・2021年） - チャンカワイ 役
- クラスメイトの女子、全員好きでした（読売テレビ、2024年7月11日 - 9月12日） - 岡部英二 役[41]

#### インターネット配信
- T-BOLAN THE MOVIE上映直前記念SP特番（ニコニコ生放送、2014年2月21日） MC
- キワドくなりたい男（Paravi、2020年9月11日 - 10月16日） - バーのママ 役

#### 映画
- ロボジー（2012年1月14日公開、東宝）（川合正悟名義） - 太田浩二 役
- 劇場版「きのう何食べた?」（2021年11月3日公開） - 上町修 役
- てっぺんの剣（2024年11月15日公開〈9月27日大分先行公開〉、シンカ） [42][43]

#### CM
- キリンビール
  - 「のどごし オールライト「ギャップのある妻」篇（2015年10月16日 - ） - 木村佳乃と共演[44][45]
  - 「一番搾り」（2019年6月8日） - 出演中のドラマ「きのう何食べた?」 - コラボCM
- アフラック 健康保険医療保険「あなたの健康を応援したい「バス」篇（2018年10月 - ） - 橋本環奈と共演[46]
- 日本コカ・コーラ ジョージア 「ジョージア ホットキャンペーン」
  - 「あったか～いの季節」篇 （2021年10月25日 - ） - 山田孝之、広瀬アリスと共演[47]
  - 「あたためられた芸人」篇 （2021年11月29日 - ） - 山田孝之、広瀬アリスと共演[48]

#### 舞台
- 表参道ベースメントシアター『優しい6つの夜のために』（2010年8月19日 - 22日全7公演、表参道GROUND）

#### ラジオ
- ヱビスビール presents Color Your Time（2021年3月7日 - 2024年3月31日・TOKYO FM）- パーソナリティ

#### ミュージックビデオ
- 森友嵐士「どうなってんだい JESUS」

### えとうのみ出演

#### テレビ番組
- イチハチ（2011年3月9日・TBS）
- れじゃぐる（2011年4月2日 - 大分朝日放送） - 隔週のレギュラー
- なんでも、やるんちゃんねる！大分いきだよ会（2019年7月19日・大分放送/GYAO!） - レギュラー出演メインMC
- 前川清の笑顔まんてんタビ好キ（2012年4月8日 - 九州朝日放送）
- 大改造!!劇的ビフォーアフター（2010年9月12日 - ABCテレビ） - 匠を助手するようになり準レギュラー化
- 石ちゃんの福岡まいう〜（2017年6月17日、2018年2月17日・九州朝日放送） - レギュラー
- 健康カプセル!ゲンキの時間（CBCテレビ） - 不定期出演
- 新婚さんいらっしゃい!（2017年4月2日・ABCテレビ） - 若手苦労芸人SPにて

#### ラジオ
- JIDAI MAP MEETING（α-STATION、毎週金曜午後9時-10時、2011年4月1日-2012年3月30日）
- えとう窓口のエンジン全開！（金曜　2023年10月6日 - 大分放送）

## DVD
- Wエンジンの惚れてまうやろーっ!! 〜モテない男の心の叫び〜（2009年6月24日発売）